# Liste der vom Guide Michelin ausgezeichneten Restaurants in Norwegen
In der Liste der vom Guide Michelin ausgezeichneten Restaurants in Norwegen finden sich alle Restaurants, die mit mindestens einem Stern ausgezeichnet wurden (Stand 2021). 2021 gibt es ein Restaurant, das mit drei Sternen, sowie ein Restaurant, das mit zwei Sternen ausgezeichnet wurde. Neun Restaurants führen einen Stern.

## Übersicht
| Ausgezeichnete Restaurants           | Ausgezeichnete Restaurants | Ausgezeichnete Restaurants | Ausgezeichnete Restaurants                                         | Ausgezeichnete Restaurants |
| Sterne                               | Restaurant | Beschreibung | Ort                                                                | Bild                       |
| ------------------------------------ | --- | --- | ------------------------------------------------------------------ | -------------------------- |
|                                      | Maaemo | Maaemo bedeutet Mutter Erde. Das im Dezember 2010 geöffnete Restaurant unter der Leitung des Dänen Esben Holmboe Bang erhielt 2012 gleich zwei Michelin-Sterne und 2016 dann den dritten. 2020 verlor es seine Sterne nach einem Umzug und einer vorübergehenden Schließung, 2021 erhielt Maaemo seine drei Sterne zurück. | Oslo                                                               |                            |
|                                      | RE-NAA | Re-Naa, unter Sven-Erik Renaa, erhielt 2016 als erstes Restaurant außerhalb Oslos einen Michelin-Stern. 2020 erhielt es seinen zweiten Stern. | Stavanger                                                          |                            |
|                                      | Statholdergaarden | Ausgezeichnet seit 1998, Norwegens dienstältestes Michelinrestaurant | Oslo                                                               |                            |
| Kontrast                             | Neuaufnahme 2016 | Oslo |                                                                    |                            |
| Sabi Omakase                         | Neuaufnahme 2017 | Stavanger |                                                                    |                            |
| Credo                                | Neuaufnahme 2019, Köchin Heidi Bjerkan ist die erste und bisher einzige Norwegerin, die einen Michelin-Stern erhielt. Außerdem wurde Credo 2019 mit dem Nachhaltigkeitspreis ausgezeichnet. | Trondheim |                                                                    |                            |
| Fagn                                 | Neuaufnahme 2019 | Trondheim |                                                                    |                            |
| Under                                | Neuaufnahme 2020 | Lindesnes |                                                                    |                            |
| Bare                                 | Neuaufnahme 2020 | Bergen |                                                                    |                            |
| Speilsalen                           | Neuaufnahme 2020 | Trondheim |                                                                    |                            |
| Omakase By Vladimir Pak              | Neuaufnahme 2020 | Oslo |                                                                    |                            |
| Iris im Salmon Eye                   | Neuaufnahme 2024 | Rosendal, Hardangerfjord |                                                                    |                            |
| Ehemalige ausgezeichnete Restaurants | | |                                                                    |                            |
|                                      | Ylajali | 2014 ausgezeichnet, Ende 2015 geschlossen | Oslo                                                               |                            |
| Fauna                                | 2014 ausgezeichnet, 2016 geschlossen | Oslo | Das Gebäude in der Solligata 2 (hier noch mit Vorgängerrestaurant) |                            |
| Galt                                 | Neuaufnahme 2018, im Juli 2020 geschlossen. | Oslo |                                                                    |                            |